# Single numer jeden w roku 1990 (Japonia)
Notowanie Weekly Singles Chart (jap. 週間シングルチャート Shūkan Shinguru Chāto) przedstawia najlepiej sprzedające się single w Japonii. Publikowane jest ono przez magazyn Oricon Style, a dane kompletowane są przez Oricon w oparciu o cotygodniowe wyniki sprzedaży fizycznej singli. Poniżej znajdują się tabele prezentujące najpopularniejsze single w danych tygodniach w roku 1990.

## Oricon Weekly Singles Chart
| Data            | Utwór                                                                         | Wykonawca              | Źródło |
| --------------- | ----------------------------------------------------------------------------- | ---------------------- | ------ |
| 1 stycznia      | „Christmas Eve” (jap. クリスマス・イブ)                                       | Tatsurō Yamashita      | [ 1 ]  |
| 8 stycznia      | wstrzymanie publikacji                                                        | wstrzymanie publikacji | [ 1 ]  |
| 15 stycznia     | „Christmas Eve” (jap. クリスマス・イブ)                                       | Tatsurō Yamashita      | [ 1 ]  |
| 22 stycznia     | „Kuchibiru kara biyaku” (jap. くちびるから媚薬)                               | Shizuka Kudō           | [ 1 ]  |
| 29 stycznia     | „Midnight Taxi”                                                               | Miho Nakayama          | [ 1 ]  |
| 5 lutego        | „Aku no hana” (jap. 悪の華)                                                   | BUCK-TICK              | [ 1 ]  |
| 12 lutego       | „Kuchibiru kara biyaku”                                                       | Shizuka Kudō           | [ 1 ]  |
| 19 lutego       | „Kōya no Megalopolis” (jap. 荒野のメガロポリス)                               | Hikaru Genji           | [ 1 ]  |
| 26 lutego       | „NO TITLIST”                                                                  | Rie Miyazawa           | [ 1 ]  |
| 5 marca         | „Ima sugu Kiss Me” (jap. 今すぐKiss Me)                                       | Lindberg               | [ 1 ]  |
| 12 marca        | „Minogashite kure yo” (jap. 見逃してくれよ!)                                  | Kyōko Koizumi          | [ 1 ]  |
| 19 marca        | „Ima sugu Kiss Me”                                                            | Lindberg               | [ 1 ]  |
| 26 marca        | „1990”                                                                        | Complex                | [ 1 ]  |
| 2 kwietnia      | „Ima sugu Kiss Me”                                                            | Lindberg               | [ 1 ]  |
| 9 kwietnia      | „Sexy Music”                                                                  | Wink                   | [ 1 ]  |
| 16 kwietnia     | „Sexy Music”                                                                  | Wink                   | [ 1 ]  |
| 23 kwietnia     | „Roman hikō/Jet Stream roman hikō” (jap. 浪漫飛行/ジェットストリーム浪漫飛行) | Kome Kome Club         | [ 1 ]  |
| 30 kwietnia     | „OH YEAH!”                                                                    | Princess Princess      | [ 1 ]  |
| 7 maja          | „OH YEAH!”                                                                    | Princess Princess      | [ 1 ]  |
| 14 maja         | „Sayonara jinrui/Ranchiu” (jap. さよなら人類/らんちう)                        | Tama                   | [ 1 ]  |
| 21 maja         | „Senryū no shizuku” (jap. 千流の雫)                                           | Shizuka Kudō           | [ 1 ]  |
| 28 maja         | „JEALOUSY o nemurasete” (jap. JEALOUSYを眠らせてう)                           | Kyōsuke Himuro         | [ 1 ]  |
| 4 czerwca       | „PURE GOLD”                                                                   | Eikichi Yazawa         | [ 1 ]  |
| 11 czerwca      | „JEALOUSY o nemurasete”                                                       | Kyōsuke Himuro         | [ 1 ]  |
| 18 czerwca      | „Sayonara jinrui/Ranchiu”                                                     | Tama                   | [ 1 ]  |
| 25 czerwca      | „Taiyō no Komachi Angel” (jap. 太陽のKomachi Angel)                           | B’z                    | [ 1 ]  |
| 2 lipca         | „Nichiyōbi” (jap. にちようび)                                                 | Jitterin' Jinn         | [ 1 ]  |
| 9 lipca         | „Odoru Pompokorin” (jap. おどるポンポコリン)                                  | B.B.Queens             | [ 1 ]  |
| 16 lipca        | „THE POINT OF LOVERS' NIGHT”                                                  | TM Network             | [ 1 ]  |
| 23 lipca        | „Odoru Pompokorin”                                                            | B.B.Queens             | [ 1 ]  |
| 30 lipca        | „Dear Friend”                                                                 | Akina Nakamori         | [ 1 ]  |
| 6 sierpnia      | „Jōnetsu no bara” (jap. 情熱の薔薇)                                           | The Blue Hearts        | [ 1 ]  |
| 13 sierpnia     | „Dear Friend”                                                                 | Akina Nakamori         | [ 1 ]  |
| 20 sierpnia     | „Odoru Pompokorin”                                                            | B.B.Queens             | [ 1 ]  |
| 27 sierpnia     | „CO CO RO” (jap. にちようび)                                                  | Hikaru Genji           | [ 1 ]  |
| 3 września      | „Odoru Pompokorin”                                                            | B.B.Queens             | [ 1 ]  |
| 10 września     | „Odoru Pompokorin”                                                            | B.B.Queens             | [ 1 ]  |
| 17 września     | „Odoru Pompokorin”                                                            | B.B.Queens             | [ 1 ]  |
| 24 września     | „Odoru Pompokorin”                                                            | B.B.Queens             | [ 1 ]  |
| 1 października  | „Watashi ni tsuite” (jap. 私について)                                         | Shizuka Kudō           | [ 1 ]  |
| 8 października  | „TIME TO COUNT DOWN”                                                          | TM Network             | [ 1 ]  |
| 15 października | „Easy Come, Easy Go!”                                                         | B’z                    | [ 1 ]  |
| 22 października | „Easy Come, Easy Go!”                                                         | B’z                    | [ 1 ]  |
| 29 października | „Easy Come, Easy Go!”                                                         | B’z                    | [ 1 ]  |
| 5 listopada     | „Itoshii hito yo Good Night...” (jap. 愛しい人よGood Night...)                | B’z                    | [ 1 ]  |
| 12 listopada    | „Waratte yo” (jap. 笑ってよ)                                                  | Hikaru Genji           | [ 1 ]  |
| 19 listopada    | „Mizu ni sashita hana” (jap. 水に挿した花)                                    | Akina Nakamori         | [ 1 ]  |
| 26 listopada    | „Silent Eve” (jap. サイレント・イヴ)                                          | Midori Karashima       | [ 1 ]  |
| 3 grudnia       | „Julian” (jap. ジュリアン)                                                    | Princess Princess      | [ 1 ]  |
| 10 grudnia      | „Silent Eve”                                                                  | Midori Karashima       | [ 1 ]  |
| 17 grudnia      | „Silent Eve”                                                                  | Midori Karashima       | [ 1 ]  |
| 24 grudnia      | „Ai wa katsu” (jap. 愛は勝つ)                                                 | KAN                    | [ 1 ]  |
| 31 grudnia      | „Ai wa katsu” (jap. 愛は勝つ)                                                 | KAN                    | [ 1 ]  |